# Velika nagrada Bielle 1935
Velika nagrada Bielle 1935 je bila neprvenstvena dirka za Veliko nagrado v sezoni 1935. Odvijala se je 9. junija 1935 v italijanskem mestu Biella. 

## Poročilo

### Pred dirko
Velika nagrada Biele je potekala v obliki dveh preddirk dolgih petindvajset krogov in finala dolgega petdeset krogov. Achilla Varzija je Auto Union odvezal pogodbe za to dirko in nastopil je v moštvu Scuderia Subalpina z dirkalnikom Maserati 6C-34. Antonio Brivio je bil še v bolnišnici po nesreči na dirki za Veliko nagrado Tripolija, zato na domači dirki ni mogel nastopiti, se je je pa udeležil drugi domačin, Carlo Felice Trossi, ki je veljal za specialista za ulične steze. Varzi je v drugi preddirki končal na tretjem mestu z več kot osemdesetimi sekundami zaostanka. Ker je bil zgrožen nad počasnostjo svojega dirkalnika, v finalu sploh ni štartal. 

### Dirka
Na štartu je presenetljivo povedel Giuseppe Farina, toda kmalu je moral mimo spustiti vse tri dirkače moštva Scuderia Ferrari, vodstvo je prevzel Tazio Nuvolari, drugo mesto Louis Chiron, tretje pa Carlo Felice Trossi. Trossi je pod vtisom domačih navijačev prehitel Chirona in napadal vodilnega Nuvolarija, toda v štirindvajsetem krogu je moral odstopiti zaradi bolečin v glavi. Tako je Nuvolari dosegel svojo tretjo zmago sezone, drugi je bil Chiron, Farina pa tretji.

## Rezultati

### Prva preddirka
Odebeljeni dirkači so se uvrstili v finale.
| Poz | Št | Dirkač              | Moštvo             | Dirkalnik        | Krogi | Čas/Odstop      | Št. m. |
| --- | -- | ------------------- | ------------------ | ---------------- | ----- | --------------- | ------ |
| 1   | 2  | Tazio Nuvolari      | Scuderia Ferrari   | Alfa Romeo P3    | 25    | 37:20,0         | 3      |
| 2   | 6  | Carlo Felice Trossi | Scuderia Ferrari   | Alfa Romeo P3    | 25    | + 21,4 s        | 1      |
| 3   | 16 | Giuseppe Farina     | Scuderia Subalpina | Maserati 4CM     | 25    | + 57,0 s        | 2      |
| 4   | 22 | Renato Dusio        | Scuderia Subalpina | Maserati 8CM     | 25    | + 1:38,8        | 6      |
| 5   | 12 | Pietro Ghersi       | Scuderia Subalpina | Maserati 6C-34   | 25    | + 1:52,4        | 4      |
| 6   | 26 | Mlle. Hellé-Nice    | Privatnik          | Alfa Romeo Monza | 23    | +2 kroga        | 8      |
| 7   | 30 | Luigi Castelbarco   | Privatnik          | Maserati 4CM     | 23    | +2 kroga        | 5      |
| Ods | 28 | Luigi Soffietti     | Privatnik          | Maserati 8CM     | 9     | Črpalka za olje | 7      |

### Druga preddirka
Odebeljeni dirkači so se uvrstili v finale.
| Poz | Št | Dirkač           | Moštvo             | Dirkalnik        | Krogi | Čas/Odstop | Št. m. |
| --- | -- | ---------------- | ------------------ | ---------------- | ----- | ---------- | ------ |
| 1   | 4  | Louis Chiron     | Scuderia Ferrari   | Alfa Romeo P3    | 25    | 38:01,4    | 3      |
| 2   | 8  | Mario Tadini     | Scuderia Ferrari   | Alfa Romeo P3    | 25    | + 18,0 s   | 1      |
| 3   | 10 | Achille Varzi    | Scuderia Subalpina | Maserati 6C-34   | 25    | + 1:21,6   | 2      |
| 4   | 24 | Giovanni Minozzi | Privatnik          | Alfa Romeo Monza | 24    | +1 krog    | 4      |
| 5   | 18 | Giovanni Lurani  | Privatnik          | Maserati 4CS     | 23    | +2 kroga   | 7      |
| Ods | 32 | Gino Rovere      | Scuderia Subalpina | Maserati 4CM     | 21    | Trčenje    | 8      |
| Ods | 20 | Luigi Pages      | Privatnik          | Alfa Romeo Monza | 18    | Zavore     | 5      |
| Ods | 14 | Eugenio Siena    | Scuderia Subalpina | Maserati 6C-34   | 13    | Trčenje    | 6      |

### Finale
| Poz | Št | Dirkač              | Moštvo             | Dirkalnik      | Krogi | Čas/Odstop | Št. m. |
| --- | -- | ------------------- | ------------------ | -------------- | ----- | ---------- | ------ |
| 1   | 2  | Tazio Nuvolari      | Scuderia Ferrari   | Alfa Romeo P3  | 50    | 1:14:50,4  | 2      |
| 2   | 4  | Louis Chiron        | Scuderia Ferrari   | Alfa Romeo P3  | 50    | + 33,2 s   | 4      |
| 3   | 16 | Giuseppe Farina     | Scuderia Subalpina | Maserati 4CM   | 50    | + 46,6 s   | 1      |
| 4   | 22 | Renato Dusio        | Scuderia Subalpina | Maserati 8CM   | 48    | +2 kroga   | 5      |
| 5   | 8  | Mario Tadini        | Scuderia Ferrari   | Alfa Romeo P3  | 47    | +3 krogi   | 6      |
| Ods | 6  | Carlo Felice Trossi | Scuderia Ferrari   | Alfa Romeo P3  | 24    | Bolezen    | 3      |
| DNS | 10 | Achille Varzi       | Scuderia Subalpina | Maserati 6C-34 |       |            | 7      |